# NGC 3808
NGC 3808 is een balkspiraalstelsel in het sterrenbeeld Leeuw. Het hemelobject ligt 300 miljoen lichtjaar van de Aarde verwijderd en werd op 10 april 1785 ontdekt door de Duits-Britse astronoom William Herschel. NGC 3808 bevindt zich vlak bij NGC 3808A.

## Synoniemen
- UGC 6643
- Arp 87
- MCG 4-28-21
- VV 300
- ZWG 127.25
- PRC D-19
- KCPG 297A
- PGC 36227